# Fligl József (pap)
Fligl József (Székesfehérvár, 1802. szeptember 4. – 1864 körül) katolikus pap, költő.

## Élete
Apja Fligl Endre (Andreas Fligl) kőfaragómester volt, akinek gyermekei közül csak Fligl József érte meg a felnőttkort. Édesanyja Bartal Terézia. 1826. július 1-jén szentelték pappá, azután káplán, majd 1833-tól plébános volt Válon; szónoki tehetségét sokan dicsérték. 1846-ban kiérdemült pap és 1850-ben mint praebendarius működött. Az 1860-as években székesfehérvári karkáplán volt.

## Munkája
- Örvendezés főtiszt. Mészáros József apát úr, székesfehérvári kanonok… neve ünnepén Bőjtmás hava 19. 1827. Pest (költemény)